# Бареа
Бареа (итал. Barrea) је насеље у Италији у округу Л'Аквила, региону Абруцо.
Према процени из 2011. у насељу је живело 722 становника. Насеље се налази на надморској висини од 1016 м.

## Становништво
| 1931. | 1936. | 1951. | 1961. | 1971. | 1981. | 1991. | 2001. | 2011. |
| ----- | ----- | ----- | ----- | ----- | ----- | ----- | ----- | ----- |
| 1.466 | 1.435 | 1.467 | 1.420 | 1.028 | 948   | 864   | 776   | 726   |